# Odești, Maramureș
Odești este un sat în comuna Băsești din județul Maramureș, Transilvania, România.

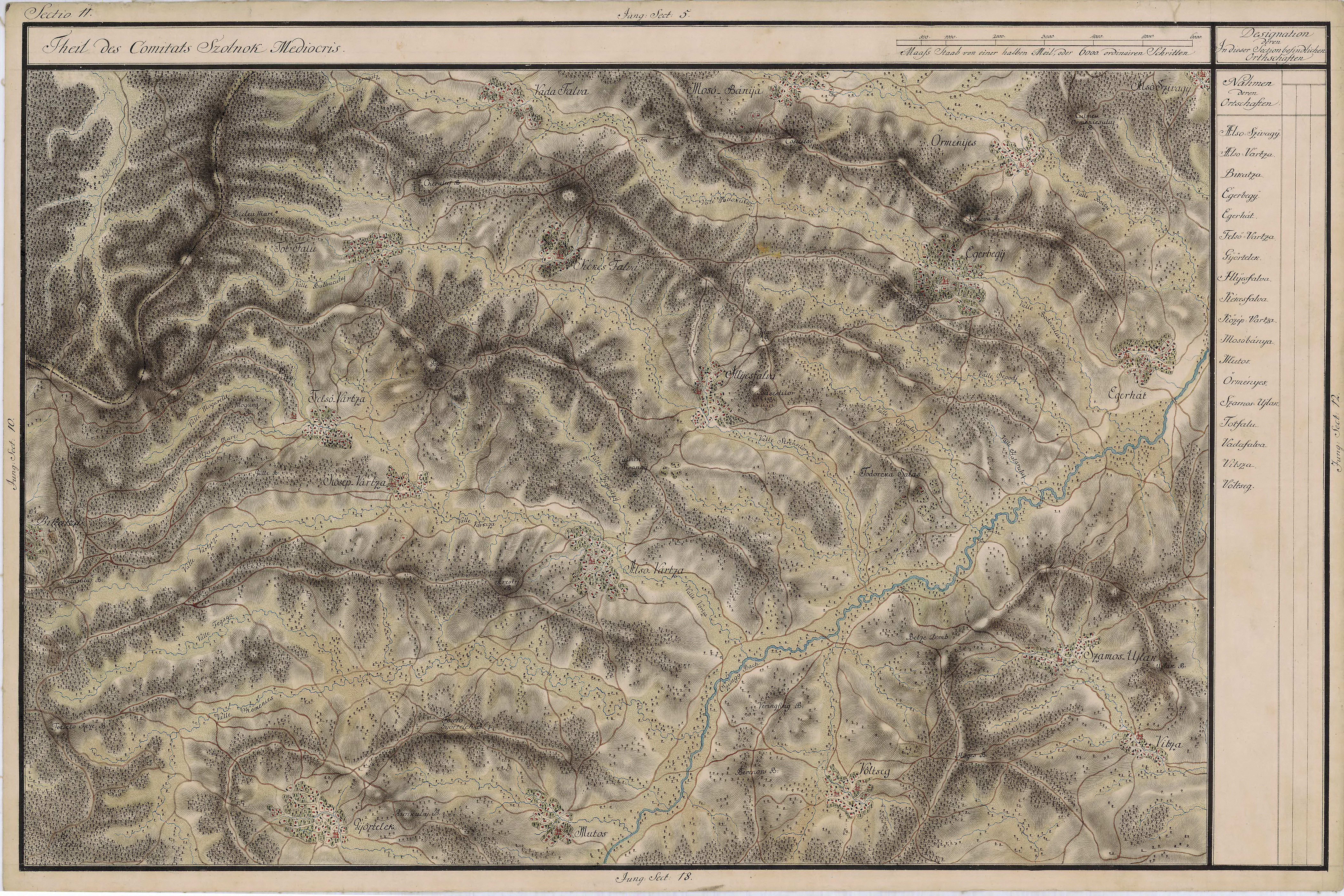
Odeşti în Harta Iosefină a Transilvaniei

## Istoric
Prima atestare documentară: 1424 (Odafalwa). 

## Etimologie
Etimologia numelui localității: din n. grup odești < n.fam. Vodă (< subst. vodă „voievod" < sl. (voje)voda) + suf. -ești. 

## Demografie
La recensământul din 2011, populația era de 406 locuitori. 

## Personalități locale
- Vasile Blidar (1911-1958), partizan anticomunist.

## Monument istoric
- Biserica „Sf. Arhangheli Mihail și Gavril” (1832).